# Messy
Messy ist eine französische Gemeinde mit 1204 Einwohnern (Stand 1. Januar 2022) im Département Seine-et-Marne in der Region Île-de-France. Der Ort befindet sich 30 Kilometer nordöstlich von Paris an der Landstraße D139.

## Sehenswürdigkeiten
- Kirche St-Pierre-St-Paul, erbaut ab dem 11. Jahrhundert

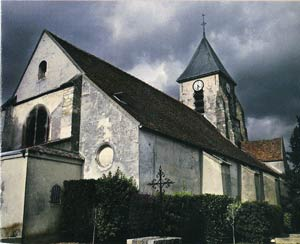
Kirche St-Pierre-St-Paul